# Davian Clarke
Davian Clarke (* 30. April 1976 im Saint Catherine Parish) ist ein jamaikanischer Leichtathlet, der hauptsächlich im 400-Meter-Lauf antritt.
Er gewann die Bronzemedaille mit der 4-mal-400-Meter-Staffel bei den Olympischen Spielen 1996 und den Weltmeisterschaften 1997 in Athen, 2003 in Saint-Denis und 2005 in Helsinki. Silber gewann er mit der Staffel bei den Hallenweltmeisterschaften 1999 in Sevilla und 2003 in Birmingham. 2004 in Budapest konnte er mit der Staffel sogar Gold gewinnen. Bei den Hallenweltmeisterschaften in Budapest erhielt er auch seine erste Einzelmedaille, als er über 400 Meter in 45,92 s Zweiter wurde.
Davian Clarke hat bei einer Größe von 1,78 m ein Wettkampfgewicht von 67 kg.

## Bestleistungen
- 200 m – 20,72 s (1999)
- 400 m – 44,83 s (2004)